# Termékmenedzsment
Termékmenedzsmentnek nevezzük azon folyamatok összességét, mely formális szervezeti struktúra keretein belül menedzseli egy termék, termékcsoport, vagy termékcsalád termelését, fejlesztését, marketingjét és árazását a termék egész élet-ciklusán keresztül, a bevezetéstől egészen a termék kivezetésig.

## A termék definíciója
A termék (product) a kínálat alapegysége, amely a kínálat többi elemétől tulajdonságai, funkciói, neve stb. alapján egyértelműen elkülöníthető. Más megközelítésben olyan fizikai, esztétikai és szimbolikus tulajdonságok összessége, amelyek valamilyen fogyasztói igény kielégítésére képesek, ezért értékkel bírnak. Fontos megkülönböztetni a tényleges, objektív és a vevő által felismert és elfogadott szubjektív értéket a hasznosságtól. Az elfogadott érték a vevő számára megegyezik a termék hasznosságáról alkotott benyomásainak az összességével. 
A kézzelfogható terméket gyakran szokták árunak, a nem kézzelfoghatót szolgáltatásnak nevezni. 
A termékeket az alábbi módon csoportosíthatjuk:
- főtermék, amely elsődleges szándékkal jött létre
- melléktermék, amely az elsődleges termék nem szándékolt következményeként jött létre, jellemzően alacsony használati értékkel bír (anyag- és energiamérlegből a selejt, hulladék, gyártóegységek bontási anyag, újrahasznosítási anyagok)

A termékek speciális fajtáit, felhasználási céltól függő tulajdonságait előírások szabályozzák, pl. építési termék az, amely megfelel a 305/2011/EU rendelet I. fejezet 2. cikk 1. pontjának.

## A termékmenedzsment szintjei
A termékmenedzsment, a vállalkozás kínálatának összetettségétől függően több szinten értelmezhető:
- egyes termékek,
- termékcsaládok,
- termék-mix/ajánlat

A termékcsalád a vállalat azon termékeinek halmaza, amelyek valamilyen ismérv alapján kapcsolódnak egymáshoz. A kapcsolódási pontok műszaki-technológiai és marketing jellegűek.

## Termékmenedzsment és marketing szervezetek
A termékmenedzsmenttel és marketinggel foglalkozó szervezeteket különböző típusokba sorolhatóak. 
- funkció-központú szervezet,
- termék-központú szervezet,
- körzet- vagy földrajzi-központú szervezet,
- piac- vagy vevőközpontú-szervezet

## Termékmenedzserek típusai
Szervezetenként eltér, hogyan oszlik meg a felelősség a különböző termékmenedzserek között. Alább egy tipikus példa.

### Termék marketing menedzser feladatai
- Termék élet-ciklus menedzsment (teljes életciklus, PLM)
- Termék kereskedelmi életciklus menedzsment (bevezetéstől hanyatló szakaszig, PLCM)
- Termék differenciálás
- Termék elnevezés és márkázás
- Termék pozicionálás, szegmentálás
- Termék promóciók szervezése
- Termékkel kapcsolatos kommunikációs feladatok, evangelizáció
- Ügyfél visszajelzések gyűjtése
- Termékek piaci bevezetése
- Versenytársak figyelése

### Termék fejlesztő menedzser feladatai
- Tesztelés
- Új fejlesztési ötletek beazonosítása, kutatás-fejlesztés
- Termék szintű üzleti tervezés, megtérülés vizsgálat
- Ügyféligények funkcionális igényekké történő átformálása
- Funkcionális termék igények (product requirements) meghatározása, priorizálása
- Fejlesztési igények elfogadási kritériumainak meghatározása
- Igények kommunikációja a fejlesztő szervezet felé
- Megvalósíthatósági terv készítése
- Termék roadmap (ütemezés) előállítása
- Lefejlesztett termék átvétele a fejlesztéstől (R&D)

Az új termék kifejlesztése gyakorlatilag a fejlesztőmenedzser feladata, a fenti adatok, közreműködők segítségével. Az új fejlesztési ötlet lehet szorosan a gyártmány fejlesztésével kapcsolatos, de lehet teljesen új alapanyagú, formájú, azonban pl. funkciójában az eredetihez hasonló (pl. újrafeldolgozott anyagból készült), minősített új termék. 

## Kapcsolódó szócikk
- Tudományos ellenőrzés
- Harmadlagos szektor
- Marketing
- Piac (közgazdaságtan)
- Megvalósíthatósági tanulmány
- Megtérülés
- Kutatás-fejlesztés
- Termelés